# 吉氏澳岩鱨
吉氏澳岩鱨，為輻鰭魚綱鯰形目澳岩鱨科的其中一種，為亞熱帶淡水魚，被IUCN列為易危保育類動物，分布於非洲南非克蘭威廉象河流域，體長可達12.7公分，棲息在水質清澈、岩石底質底層水域，以小型無脊椎動物為食，生活習性不明，因地下水超抽生存被受威脅。

## 扩展阅读
維基物種上的相關：吉氏澳岩鱨